# D'Ongran
Het Huis d'Ongran is een oeradellijk Italiaans geslacht. Het geslacht stamt uit Peille in Piëmont en heette ooit "Hongran". De oudste vermeldingen van de Ongrans dateren uit de negende eeuw.
Een Amadeo di Ongran wordt in 1144 in oorkonden vermeld.
Een Pietro Giuseppe Antonio d'Ongran (1749 - 1812) was officier in Nice en émigré in de Franse revolutie. Na de revolutie noemden de Ongrans zich d'Ongran de Saint Sauveur. Luigi Gaetano d'Ongran (1786-1857), Ridder in de Orde van Sint-Mauritius en Sint-Lazarus was in 1824 de eerste Graaf d'Ongran.
Toen de Ongrans in 1917 in mannelijke lijn waren uitgestorven voegden de Markiezen Serlupi de naam d'Ongran toe aan hun geslachtsnaam.
Giuseppe dei Marchesi Serlupi d'Ongran (26 januari 1907 - 1976) was de zoon van Marchese Don Alfonso Serlupi d'Ongran en Contessa Angela d'Ongran de Saint Sauveur.
Hij huwde Donna Anna Maria dei Principei Borghese, dochter van Pio Borghese en Pia Diamilla Magnelli, op 2 juni 1938.
Zij kregen negen kinderen:
1. Marchese Don Domenico Serlupi Crescenzi Ottoboni (11 december 1939)
2. +Alfonso dei Marchesi Serlupi d'Ongran (11 december 1941)
3. Maria Pia dei Marchesi Serlupi d'Ongran (18 januari 1944)
4. Francesco dei Marchesi Serlupi d'Ongran (29 april 1945)
5. Angela dei Marchesi Serlupi d'Ongran (2 januari 1947)
6. +Fabio dei Marchesi Serlupi d'Ongran (26 december 1948)
7. Teresa dei Marchesi Serlupi d'Ongran (4 juni 1951)
8. Andrea dei Marchesi Serlupi d'Ongran (21 maart 1954)
9. Paolo dei Marchesi Serlupi d'Ongran (4 februari 1958)

De familie van de markiezen Serlupi d'Ongran patrizi romani wonen nu in Florence, prominent lid van de familie is Don Domenico Serlupi Crescenzi Ottoboni die de naam d'Ongran niet gebruikt. Volgens Italiaans gebruik zijn zijn kinderen uit zijn huwelijk met Anna Maria dei principi Borghese "dei Marchesi Serlupi d'Ongran".